# 龍門山 (京畿道)
龍門山（ヨンムンサン、りゅうもんざん、朝: 용문산）は、大韓民国の京畿道楊平郡にある、高さ1,157.2mの山。
この山は南漢江と洪川江に囲まれており、周辺に有明山（ユミョンサン、ゆうめいさん、朝: 유명산）を始め、中元山（チュンウォンサン、ちゅうげんさん、朝: 중원산）、道一峰（トイルボン、どういちほう、朝: 도일봉）などが山勢を増している岩山である。
京畿島で四つめに高い山として、彌智山と呼ばれましたが、李氏朝鮮を開国した李成桂が登極しながら「龍門山」に変えて称するようになったという伝説がある。
800m以上の峰も15個以上がひと所に集まって、かなり山勢が大きい。特に山頂の東にある龍渓（ヨンゲ、朝: 용계）と鳥渓（ジョゲ、朝: 조계）など優れた景観を持つ渓谷、奇岩絶壁をなす岩峰が松と松と調和する山勢みが美しく、京畿の金剛と称してきた。

## 施設
龍門山の頂上にはソウルと京畿道所在の放送局から発射されるテレビ・FMラジオ放送電波を受信した後、京畿道東部に向けて送信する送信所がある。
他にも韓国空軍のレーダーサイトと防空砲台がある。